# Coleophora thurneri
Coleophora thurneri é uma espécie de mariposa do gênero Coleophora pertencente à família Coleophoridae.